# Priva portoricensis
Priva portoricensis är en verbenaväxtart som beskrevs av Ignatz Urban. Priva portoricensis ingår i släktet Priva och familjen verbenaväxter. Inga underarter finns listade i Catalogue of Life.